# Béthune
Béthune é uma comuna francesa na região administrativa de Altos da França, no departamento de Pas-de-Calais. Estende-se por uma área de 9,5 km².
A comuna de Verquigneul foi incorporada a Béthune em 1990, esta incorporação foi anulada em 1 de janeiro de 2008.